# Elvey (cràter)
Elvey és un cràter d'impacte que es troba a la cara oculta de la Lluna, prop de l'extrem nord de la capa de material ejectat que envolta la conca d'impacte del Mare Orientale. Al nord d'Elvey s'hi troba el cràter de menor grandària Nobel.
Es tracta d'un cràter danyat, amb una vora que apareix només parcialment intacte al llarg del seu costat oriental. La resta del brocal és irregular i presenta menys definició. Aquesta situació pot haver estat desencadenada pel material expulsat després de l'impacte mitjançant el qual es va formar el Mare Orientale al sud. Un parell de petits cràters estan situats sobre el costat nord-occidental del cràter.
A menys de dos diàmetres de distància al sud d'Elvey apareix el lloc de l'impacte d'un petit cràter. Aquesta formació es troba en el centre d'un sistema de marques radials que s'estén al llarg de 200 km en totes les direccions. La part central d'aquest sistema forma una faldilla de materials brillants amb una albedo superior, mentre que els raigs es tornen progressivament més tènues a mesura que s'allunyen del punt d'irradiació. Existeix un segon sistema de raigs més gran però menys visible situat més al nord-oest de Elvey. Els dos sistemes s'entrecreuen entre si al llarg d'un tram de terreny on se situa el cràter.

## Cràters satèl·lit
Per convenció, aquests elements són identificats als mapes lunars posant la lletra al costat del punt mitjà del cràter que està més prop d'Elvey.
|       | \| Elvey \| Coordenades \| Diàmetre \| \| ----- \| ---------------------------------- \| -------- \| \| G \| 7° 48′ N, 97° 54′ O / 7.8°N,97.9°O \| 14 km \| \| K \| 6° 00′ N, 98° 48′ O / 6.0°N,98.8°O \| 22 km \| |          |
| Elvey | Coordenades | Diàmetre |
| G     | 7° 48′ N, 97° 54′ O / 7.8°N,97.9°O | 14 km    |
| K     | 6° 00′ N, 98° 48′ O / 6.0°N,98.8°O | 22 km    |